# اوی‌سالونتا
اوی‌سالونتا (به مجاری:  Újszalonta) یک منطقهٔ مسکونی در مجارستان است که در ناحیه شارکاد واقع شده‌است. اوی‌سالونتا ۲۰٫۸۴ کیلومتر مربع مساحت و ۱۴۱ نفر جمعیت دارد.